# Michael Biehn
Michael Connell Biehn (Anniston, 31 de julho de 1956) é um ator estadunidense. Entre seus papéis mais conhecidos, incluem-se Kyle Reese em The Terminator (1984) e na edição especial de Terminator 2: Judgment Day (1991) e Dwayne Hicks em Aliens (1986), pelo qual foi indicado ao Prêmio Saturno de melhor ator.

## Primeiros anos
Biehn nasceu em Anniston, Alabama, o segundo de três filhos de Marcia Connell e Don Biehn, um advogado. Possui ascendência alemã por parte de pai e irlandesa por parte de mãe. Quando jovem, mudou-se com sua família para Lincoln, Nebraska, e depois para Lake Havasu City, Arizona, onde fazia parte do grupo de teatro de sua escola secundária. Ele estudou teatro na Universidade do Arizona, onde frequentou a fraternidade Sigma Nu antes de se mudar para Hollywood.

## Vida pessoal

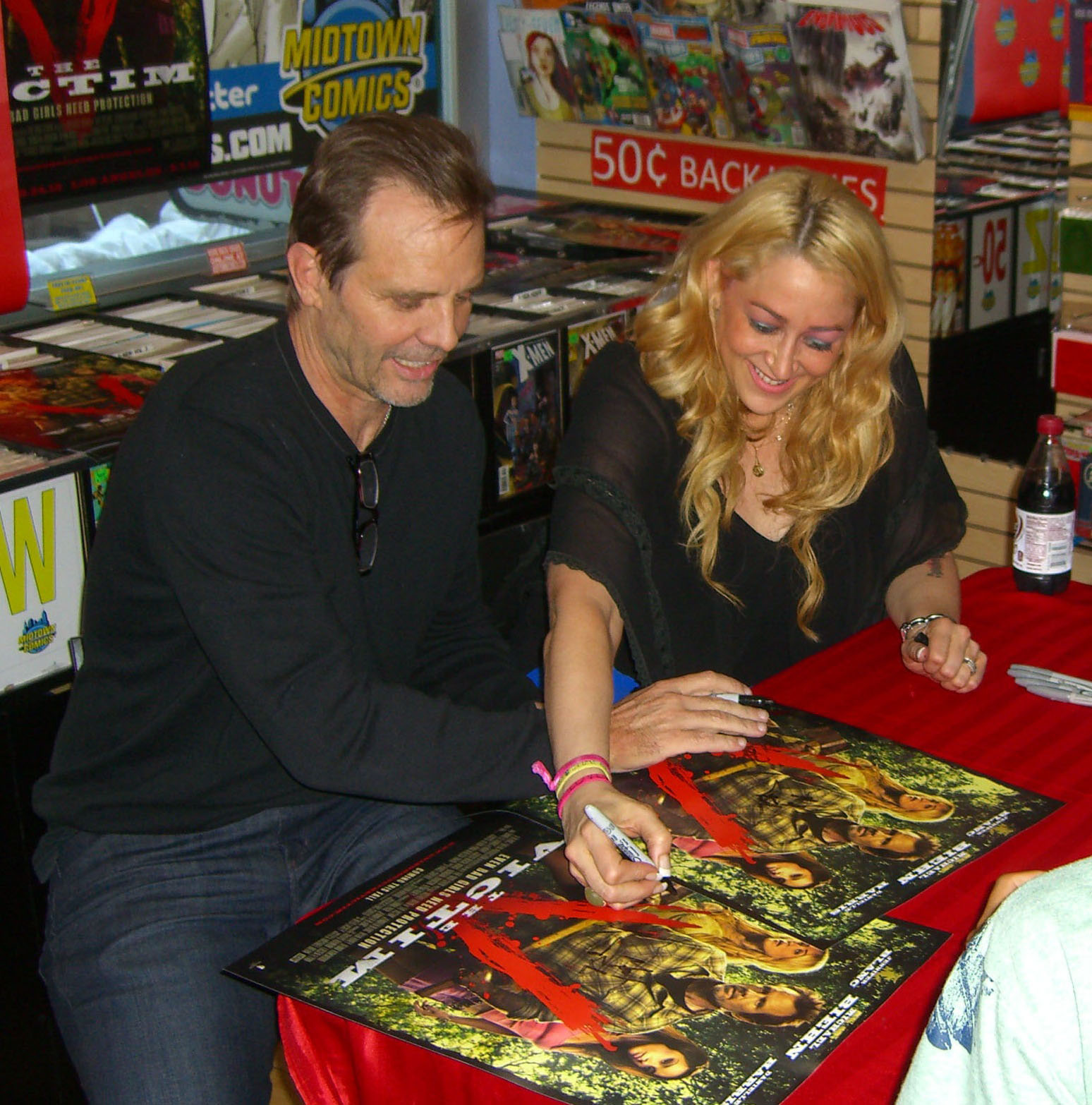
Biehn e sua esposa Jennifer Blanc durante divulgação do filme The Victim, em 2012

Biehn foi casado por três vezes. Sua primeira esposa foi a atriz Carlene Olson, com quem casou em 11 de julho de 1980. Eles tiveram os gêmeos Devon e Taylor (nascidos em 1984) antes de se separarem em 1987. Ele então casou-se com Gina Marsh. Eles tiveram dois filhos, Caelan Michael (1992) e Alexander (2003) antes da separação em 2008. Biehn é atualmente casado com a atriz Jennifer Blanc, que estrelou e produziu junto dele o filme The Victim. Eles têm um filho juntos, Dashiell King Biehn, nascido em 2015.

## Prêmios e indicações
| Ano  | Prêmio         | Categoria                          | Obra             | Resultado | Ref.   |
| ---- | -------------- | ---------------------------------- | ---------------- | --------- | ------ |
| 1987 | Prêmio Saturno | Melhor Ator                        | Aliens           | Indicado  | [ 9 ]  |
| 2011 | Prêmio Saturno | Prêmio especial de carreira        | —                | Venceu    | [ 10 ] |
| 2022 | Prêmio Saturno | Melhor Ator Convidado em Televisão | The Walking Dead | Indicado  | [ 11 ] |